# فيرغوس كافناغ
فيرغوس كافناغ (بالإنجليزية: Fergus Kavanagh) هو لاعب هوكي الحقل أسترالي، ولد في 21 مايو 1985 في دبلن في جمهورية أيرلندا.

## وصلات خارجية
- فيرغوس كافناغ على موقع الاتحاد الدولي للهوكي (الإنجليزية)
- فيرغوس كافناغ على موقع اللجنة الأولمبية الدولية (الإنجليزية)
- فيرغوس كافناغ على موقع أوليمبيديا (الإنجليزية)
- فيرغوس كافناغ على موقع اللجنة الأولمبية الأسترالية (الإنجليزية)
- فيرغوس كافناغ على موقع اتحاد ألعاب الكومنولث (مؤرشف) (الإنجليزية)
- فيرغوس كافناغ على موقع اتحاد ألعاب الكومنولث (مؤرشف) (الإنجليزية)